# Rocca di Forlimpopoli

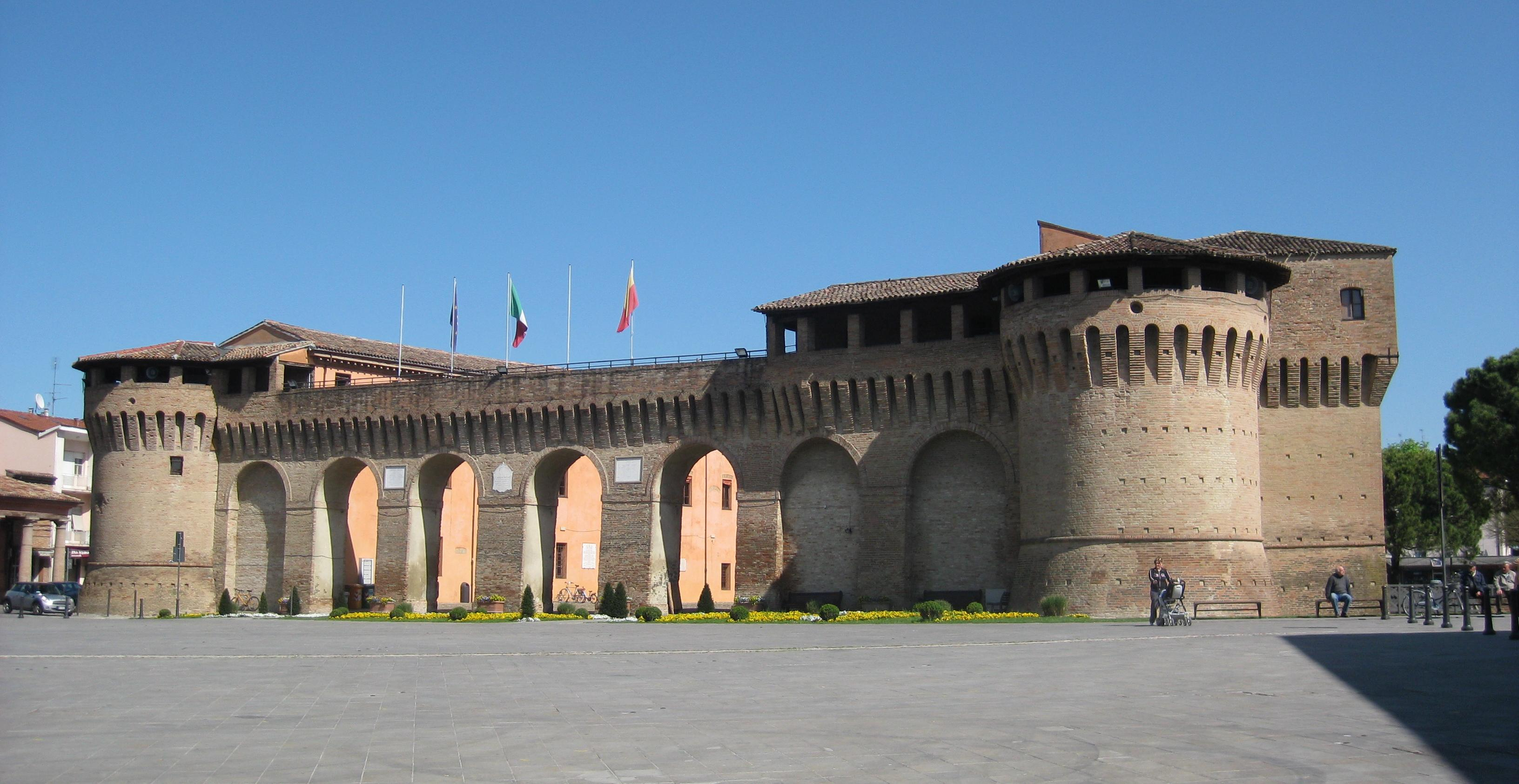
La rocca, vista d'insieme

La rocca di Forlimpopoli o rocca albornoziana, in memoria del suo edificatore, è una rocca che si affaccia sull'odierna Piazza Garibaldi nella città di Forlimpopoli.

## Storia
La rocca fu edificata negli anni compresi fra il 1360 e il 1365 per volere del cardinale Egidio Albornoz, il cardinale al quale il papa affidò la riconquista delle terre romagnole.
Già prima dell'arrivo di Albornoz a Forlimpopoli esisteva una fortificazione a guardia delle mura cittadine. Nel 1356 gli Ordelaffi provvidero a restaurare e rafforzare le fortificazioni della città, ma nel 1360 il cardinale Egidio Albornoz, alla testa delle truppe pontificie, dopo un lungo assedio, rase al suolo quasi l'intera città permettendo che le truppe saccheggiassero le abitazioni ed uccidessero gli abitanti.
La rocca viene riedificata sulle basi della precedente ed inglobando edifici preesistenti, come la vecchia chiesa che fungeva da duomo. Nel giro di pochi anni la struttura è già praticamente ultimata tanto che Anglico de Grimoard, nella sua Descriptio provinciæ Romandiolæ del 1371 la nomina rocca Salvaterra.
Passato il periodo albornoziano, la città ripassa sotto dominio degli Ordelaffi ed uno di questi, Sinibaldo Ordelaffi fece rafforzare la struttura. Terminata la costruzione, Sinibaldo cedette la rocca al figlio Pino Ordelaffi il quale, morendo, lo lasciava in eredità nel 1402 al fratello Francesco. Il 19 gennaio 1500 la rocca si arrese Cesare Borgia il quale la tenne fino al dicembre 1503, anno in cui la Chiesa restituì il feudo forlimpopolese a Antonio Maria Ordelaffi. L'anno seguente, morto l'ultimo Ordelfaffi, la città tornò nelle mani del Pontefice che, nel 1528, la diede in feudo al conte Lodovico Rangone. Nel 1535 Antonello Zampeschi viene insignito del titolo di signore di Forlimpopoli e prende possesso della rocca. Inizia per la cittadina romagnola un periodo di relativa tranquillità che vede i signori locali promuovere iniziative di stampo artistico e culturale che militari. Sul finire del XVI secolo la rocca di Forlimpopoli perde definitivamente la sua funzione difensiva per trasformarsi in dimora signorile.
Nel 1815 furono aperti lungo il lato ovest della rocca, quello che si affaccia sull'odierna piazza Garibaldi, gli archi che danno accesso alla parte interna dello stabile. All'interno di quello che era il salone d'onore della fortezza, viene realizzato nel 1830 il teatro comunale, che sarà restaurato nelle forme attuali nel 1878 ed inaugurato quattro anni dopo.
Nel 1944, i tedeschi in ritirata, minarono e distrussero il Palazzo della Congregazione di Carità, costruito nel XIX secolo a ridosso del torrione sud-ovest della rocca. Gravemente danneggiata dall'esplosione, la parte di fortificazione coinvolta venne ricostruita, mentre il palazzo no.

## Descrizione
La rocca ha forma quadrangolare ed è munita di 4 bastioni circolari posti a ciascuno degli angoli. La cortina meridionale è rafforzata dal mastio che custodisce l'ingresso sottostante. A tale scopo, per rafforzare le posizioni all'entrata, fu innalzato un rivellino che rafforzasse l'accesso alla rocca. Di tale rivellino, andato distrutto con il tempo, non rimane più traccia. Le due torri che guardano ad est attualmente hanno forma circolare, ma gli scavi archeologici hanno messo in evidenza le primigenie forme: avevano forma poligonale e solo verso la metà del Quattrocento furono trasformate a pianta circolare che tuttora conservano.